# Adversaeschna brevistyla
Espèce
Adversaeschna brevistyla est une espèce de libellules de la famille des Aeshnidae appartenant au sous-ordre des Anisoptères dans l'ordre des Odonates. Le genre monotypique Adversaeschna a été décrit par l'entomologiste britannique John Henry Watson en 1992.

## Synonymie
- Adversaeschna brevistyla caledonica Davies, 2002
- Aeshna brevistyla Rambur, 1842

## Répartition
Cette espèce se retrouve en Australie, en Nouvelle-Zélande, sur l'île de Norfolk et dans certaines îles du Pacifique .

## Caractéristiques
Adversaeschna brevistyla est une libellule de bonne taille d'un brun rougeâtre avec des motifs jaune pâle, verts ou bleus. Les bandes thoraciques sont inclinées et bien distinctes. Aucune autre tache ou motif se retrouve entre les bandes.

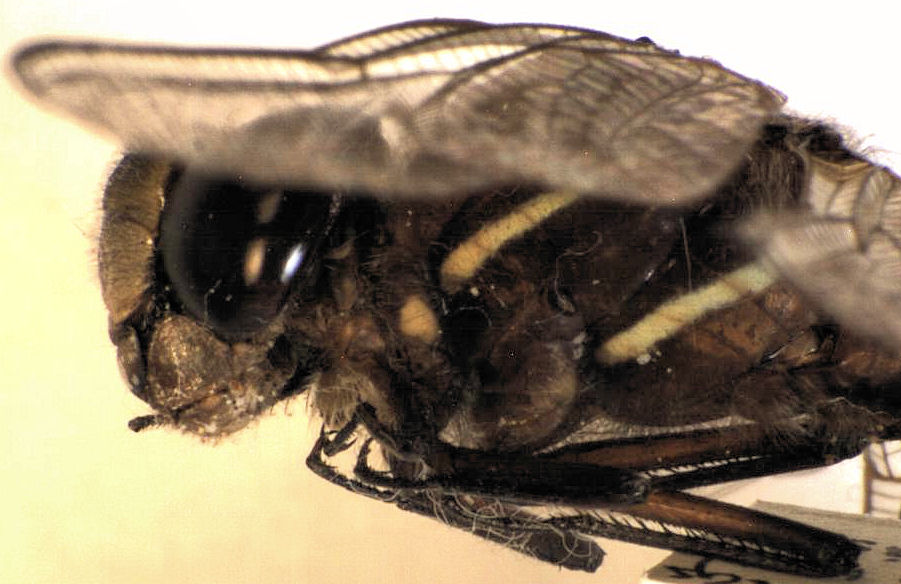
Bandes thoraciques.

## Habitat
Cette espèce se retrouve dans les lacs et les étangs à végétation dense. On peut également l'observer à proximité des plans d'eau.